# Camden (Arkansas)
Camden is een plaats (city) in de Amerikaanse staat Arkansas, en valt bestuurlijk gezien onder Ouachita County.

## Demografie
Bij de volkstelling in 2000 werd het aantal inwoners vastgesteld op 13.154.
In 2006 is het aantal inwoners door het United States Census Bureau geschat op 11.965, een daling van 1189 (-9,0%).

## Geografie
Volgens het United States Census Bureau beslaat de plaats een oppervlakte van
42,8 km², waarvan 42,6 km² land en 0,2 km² water. Camden ligt op ongeveer 54 m boven zeeniveau en ligt aan de Ouachita River.

## Economie
In 2001 sloot een grote papierfabriek de deuren, met grote werkloosheid tot gevolg. Intussen hebben zich enkele defensiebedrijven in de stad gevestigd, onder meer Lockheed Martin en Raytheon.

## Plaatsen in de nabije omgeving
De onderstaande figuur toont nabijgelegen plaatsen in een straal van 32 km rond Camden.